# Blaženstva
Blaženstva (lat. beatitudes — blagoslovi) u hrišćanskoj tradiciji označavaju skupinu blagoslova koje je Isus izrekao u svojoj čuvenoj besedi na gori.
Isusovi blagoslovi su zabeleženi u jevanđeljima po Mateju i Luki, a neki se nalaze i u nekanonskom Jevanđelju po Tomi. Neki proučavaoci smatraju da Isusovi blagoslovi izvorno potiču iz pretpostavljenog Q dokumenta i da je Luka zadržao izreke bliže originalu, jer tu Isus blagoslovi siromašne i glade, dok ih je Matej spiritualizovao, govoreći o „siromašnima duhom“ i „gladnima pravde“.
U oba slučaja, Isusovi blagoslovi predstavljaju namerno izvrtanje uobičajenog shvatanja „blaženstva“, odnosno sreće. Blagoslovi prate jednostavan obrazac: Isus imenuje grupu ljudi za koju se obično smatra da je lišena blagoslova ili neblagoslovena i proglašava ih blaženim.

## Po Mateju
Jevanđelje po Mateju daje najpotpuniji spisak blagoslova:

## Po Luki
Jevanđelje po Luki daje blaženstva nasuprot „pretnjama“:

## Po Tomi
Jevanđelje po Tomi daje nekoliko Isusovih blaženstava razbacanih na različitim mestima u tekstu:
- Blago samotnima i izabranima, jer vi ćete naći carstvo. Iz njega ste došli, i u nj ćete se vratiti.[3]
- Blago siromašnima, jer vaše je Carstvo nebesko.[4]
- Blago onome koji je trpio, jer je pronašao život.[5]
- Blago vama ako vas mrze i progone. Gdje god vas gonili, neće pronaći to mjesto.[6]
- Blago progonjenima u svojim srcima. Oni su uistinu prepoznali Oca.[7]
- Blago gladnima, jer će se željnome trbuh napuniti.[7]

## Tumačenja
Neki od blagoslova imaju svoje paralele u Starom zavetu, sa kojim je Isus bio upoznat. Na primer, psalm 24:3–5 kaže da će Bog blagosloviti one čistih ruku i bezazlena srca, dok psalm 37:11 kaže da će smerni naslediti zemlju. Iako je blagoslov krotkima veoma cenjen, čak i od nekih nehrišćana poput Gandija, neki kritičari poput Ničea ga vide kao izraz hrišćanske ropske moralnosti.
Blagoslov mirotvorcima se tradicionalno tumači kao podrška miroljubivom ponašanju i pacifizmu. Međutim, nepacifisti smatraju da reč mirotvorci ne označava pacifiste, već ljude koji uzrokuju mir gde je nekada bilo sukoba. U tom smislu ovaj blagoslov je Avgustinu služio za opravdanje pravednog rata, dokazujući da je rat koji donosi veći mir opravdan. Obzirom da je u prvom veku vladao Pax Romana i da su ratovi bili veoma retki, neki proučavaoci smatraju da se mirotvorci odnosi na one koji mirno rešavaju sporove unutar zajednice.
U judaizmu je blagoslov doživljavan istovremeno kao blagodet i poziv. Bitno je napomenuti da aramejska reč za blagoslov, „ashrei“ ili „tovahoun“, istovremeno znači „blagosloven“ i „probudi se“ ili „ustani“. Stoga se Isusovi blagoslovi mogu posmatrati i kao poziv na akciju.

## Literatura
- Nietzsche, Friedrich (1887). On the Genealogy of Morals. ISBN 9780679724629;. ISBN 978-0-679-72462-9. Проверите вредност параметра |isbn=: invalid character (помоћ).
- Clarke, Howard W (2003). The Gospel of Matthew and its Readers: A Historical Introduction to the First Gospel. Bloomington: Indiana University Press. ISBN 978-0-253-21600-7.

## Spoljašnje veze
- Свети Јустин (Нови) Ћелијски, Еванђелска блаженства